# Erythrämie
Die Erythrämien (von altgriechisch ἐρυθρός, erythrós „rot“ sowie αίμα, häma „Blut“) sind maligne Hämoblastosen, die durch eine gesteigerte Proliferation (Vermehrung) kernhaltiger roter Vorstufen (also erythropoetischer Zellen) in den blutbildenden Organen und durch deren Auftreten im peripheren Blut charakterisiert sind, ohne dass die Granulozytopoese erheblich verändert ist. Unterschieden wird eine akute Form mit fließenden Übergängen zur akuten Erythroleukämie (= akute myeloische Leukämie der FAB-Klassifikation M6) und eine chronische Form, die in ihrem Verlauf der chronischen myeloischen Leukämie entspricht.

## Molekulare Ursachen
Ursache und Pathogenese der Erkrankung sind bisher ungeklärt.
Die Erythrämie entsteht durch eine Entartung der Erythropoese, das heißt des Bildungsprozesses der roten Blutkörperchen. Es überwiegen unreife Erythrozyten mit verkürzter Lebensdauer, so genannte Erythroblasten, die bei abnormer Größe auch Megaloblasten genannt werden. Auffallend sind die Größenunterschiede der roten Blutkörperchen bzw. ihrer Vorstufen und  deren ungewöhnliche Gestalt gegenüber gesunden Zellen.

## Symptome
- Fieber sowie Schwellungen von Leber und Milz kennzeichnen die akute Erythrämie. Der Mangel an Blutplättchen (Thrombozyten) verursacht eine Neigung zu Blutungen. Nicht selten kommt es zu einer schweren Anämie. Da auch die Anzahl der Granulozyten meist vermindert ist besteht eine Anfälligkeit gegen Infektionen. Unbehandelt führt die akute Erythrämie in wenigen Monaten zum Tod.
- Die chronische Erythrämie (oder chronische Erythroblastose) ist selten und verläuft gegenüber der akuten in einer abgeschwächten Form. Manchmal ist sie schwer von der sideroblastischen Anämie abzugrenzen, die bei einer Eisenverwertungsstörung auftritt. Weniger ausgeprägte Veränderungen weisen die Erythroblasten auf.

## Diagnose
Die Diagnose erfolgt mittels Blutbild und Befundung des Knochenmarkes. Hier kann man eine Linksverschiebung (siehe Kernverschiebung) der Erythropoese erkennen. Die Unterscheidung von anderen Subtypen der Leukämie ist oft nicht leicht.

## Therapie
Die Behandlung der Erythrämie erfolgt mit Zytostatika (tumorhemmenden Substanzen). Zudem werden Bluttransfusionen eingesetzt.